# Castanopsis
Ne doit pas être confondu avec Castanea.
Genre
Castanopsis est un genre d'arbres à feuillage persistant, appartenant à la famille des fagacées. 
Le genre Castanopsis réunit environ 120 espèces, toutes originaires d'Asie tropicale et pénétropicale. Près de soixante espèces sont originaires de Chine, dont la moitié sont endémiques ; les autres espèces sont réparties plus au sud, de l'Indochine à l'Indonésie, ou plus à l'est comme en Corée et au Japon. La plupart sont des essences nobles très appréciées comme bois d'œuvre, et plusieurs d'entre elles produisent des glands comestibles.

## Description

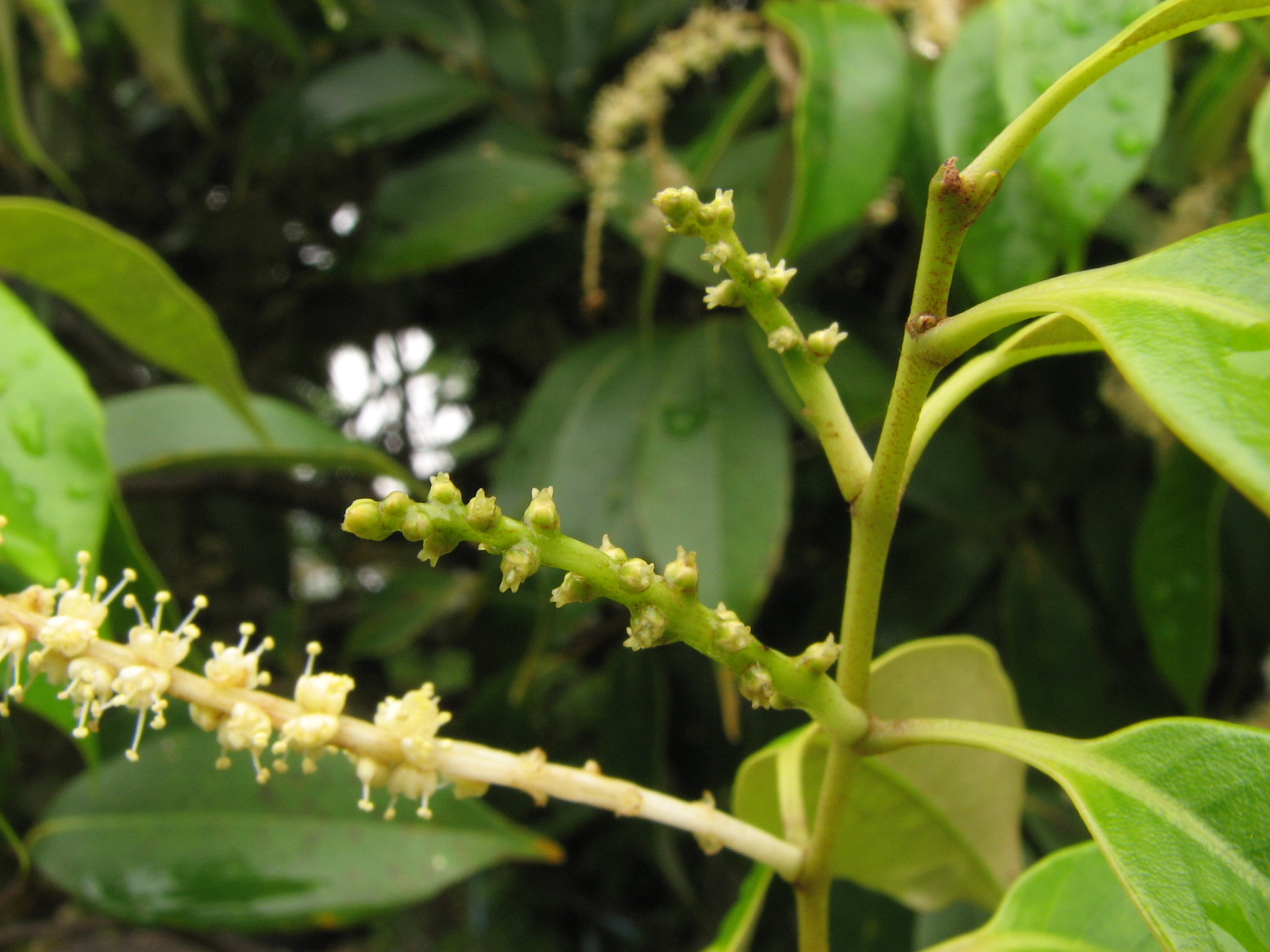
Fleurs mâles (gauche) et femelles (centre) de Castanopsis sieboldii.

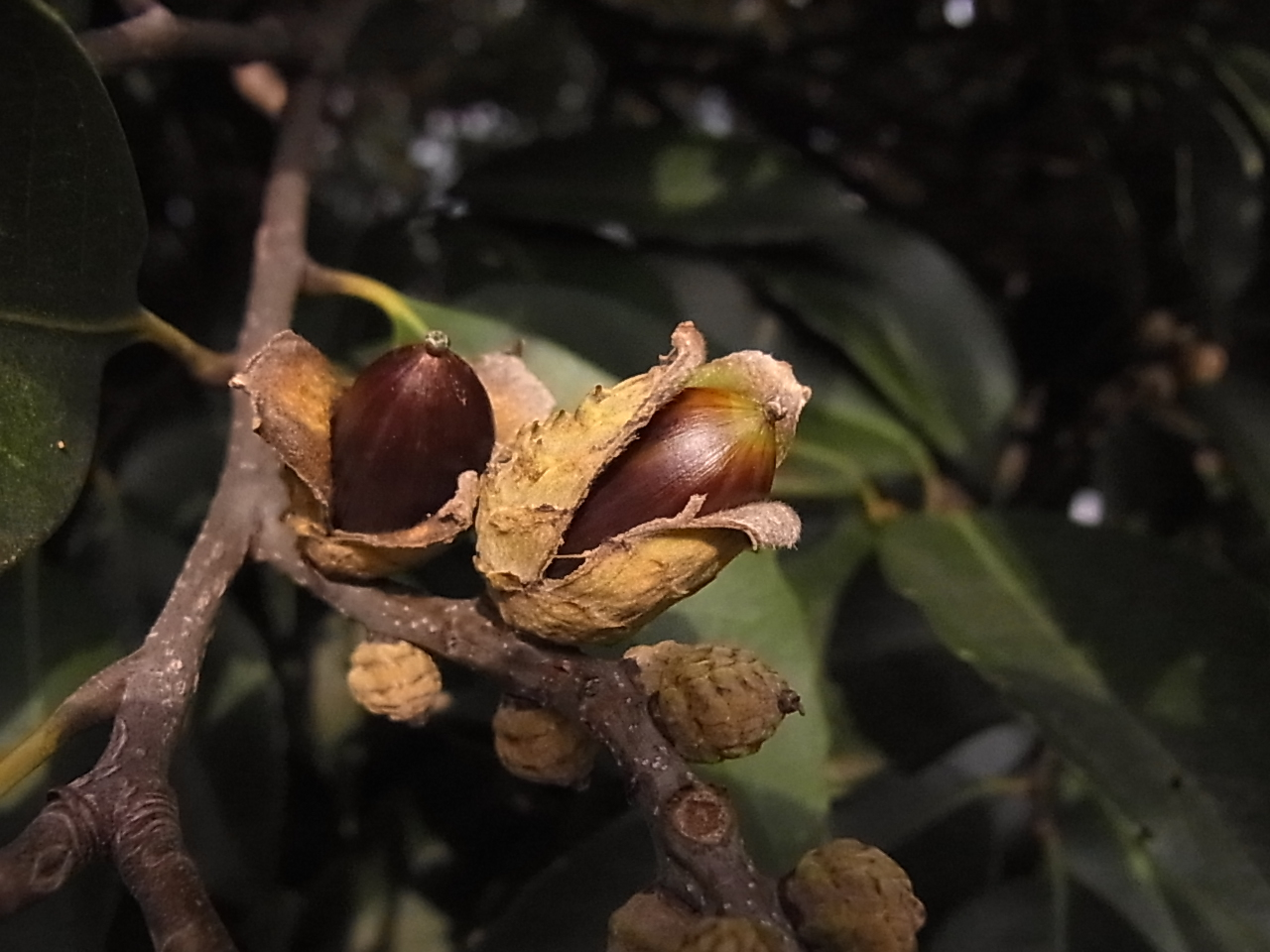
Fruits de Castanopsis sieboldii.

Les arbres de ce genre sont tous sempervirents, c'est-à-dire à feuilles persistantes. Ces dernières sont produites par des bourgeons de forme ovoïde, et ont une disposition alterne, distique ou plus rarement spirale le long de la tige. 
Les inflorescences sont généralement unisexuées, érigées, et sous forme d'épi ou de panicule : 
- Les fleurs mâles sont disposées en groupes de 3 à 7[2], ou plus rarement isolées. Leur périanthe présente 5 ou 6 lobes (jusqu'à 8)[2]. Les étamines, au nombre de 5 ou 6, jusqu'à 12[2], entourent un pistil vestigial non fonctionnel, recouvert de nombreux petits poils courbés d'aspect laineux.
- Les fleurs femelles peuvent être solitaires ou, comme les fleurs mâles, en groupes de 3 à 7[2]. Elles présentent parfois des étamines vestigiales staminodes. L’ovaire possède 3 loges et est surmonté de généralement 3 styles (mais parfois 2 ou 4)[2]. Ces derniers se terminent par un stigmate pouvant être punctiforme ou présenter des pores terminales peu profondes.

Le fruit est composé d'une cupule, recouvertes plus ou moins densément de petites bractées de forme variable selon les espèces (écailles, épines ou tubercules), et entourant complètement ou partiellement un à trois akène(s). Ces akènes n'atteignent la maturité en 1 an que chez de rares espèces de ce genre, il leur faut généralement 2 ans pour cela.

## Étymologie
Du latin castanea qui désigne le châtaignier et de opsis, « ressemblant à ».

## Informations nomenclaturales
- Diagnose princeps : Castanopsis (D. Don) Spach, Hist. Nat. Veg. 11: 142, 185 (1841) ; [nom. conserv.]
- Basionyme : Quercus Castanopsis D. Don, Prodr. Fl. Nepal. 56 (1825) ; [inval.]

Synonymes superflus ou invalides : 
- Quercus Linnaeus [sans indication de rang, invalide] ;
- Limlia Masamune & Tomiya ;
- Pasaniopsis Kudo ;
- Shiia Makino.

## Noms indigènes
- Chinois : 锥栗属 [zhui shu]
- Japonais : シイ (scientifique) ou 椎 (littéraire) [shii]

## Liste d'espèces
Selon World Checklist of Selected Plant Families (WCSP) (18 août 2013) :
- Castanopsis acuminatissima (Blume) A.DC. (1863)
- Castanopsis amabilis W.C.Cheng & C.S.Chao (1963)
- Castanopsis annamensis Hickel & A.Camus (1921 publ. 1922)
- Castanopsis argentea (Blume) A.DC. (1863)
- Castanopsis argyrophylla King ex Hook.f. (1888)
- Castanopsis arietina Hickel & A.Camus (1923)
- Castanopsis armata (Roxb.) Spach (1842)
- Castanopsis birmanica A.Camus (1931)
- Castanopsis boisii Hickel & A.Camus (1921 publ. 1922)
- Castanopsis borneensis King (1889)
- Castanopsis brevispinula Hickel & A.Camus (1921 publ. 1922)
- Castanopsis buruana Miq. (1863)
- Castanopsis calathiformis (Skan) Rehder & E.H.Wilson (1916)
- Castanopsis cambodiana A.Chev. (1923)
- Castanopsis carlesii (Hemsl.) Hayata (1917)
- Castanopsis castanicarpa (Roxb.) Spach (1842)
- Castanopsis catappifolia King ex Hook.f. (1888)
- Castanopsis cavaleriei H.Lév. (1913)
- Castanopsis ceratacantha Rehder & E.H.Wilson (1916)
- Castanopsis cerebrina (Hickel & A.Camus) Barnett (1944)
- Castanopsis chapaensis Luong (1965)
- Castanopsis chevalieri Hickel & A.Camus (1921 publ. 1922)
- Castanopsis chinensis (Spreng.) Hance, J. Linn. Soc. (1869)
- Castanopsis choboensis Hickel & A.Camus (1928)
- Castanopsis chunii W.C.Cheng (1963)
- Castanopsis clarkei King ex Hook.f. (1888)
- Castanopsis clemensii Soepadmo (1968)
- Castanopsis concinna (Champ. ex Benth.) A.DC. (1863)
- Castanopsis costata (Blume) A.DC. (1863)
- Castanopsis crassifolia Hickel & A.Camus (1928)
- Castanopsis cryptoneuron (H.Lév.) A.Camus, Chataigniers (1928)
- Castanopsis curtisii King (1889)
- Castanopsis cuspidata (Thunb.) Schottky (1912)
- Castanopsis delavayi Franch. (1899)
- Castanopsis densinervia Soepadmo (1968)
- Castanopsis densispinosa Y.C.Hsu & H.Wei Jen (1975)
- Castanopsis diversifolia (Kurz) King ex Hook.f. (1888)
- Castanopsis dongchoensis Hickel & A.Camus (1928)
- Castanopsis echinocarpa Miq. (1863)
- Castanopsis echinophora A.Camus (1938)
- Castanopsis endertii Hatus. ex Soepadmo (1968)
- Castanopsis evansii Elmer (1913)
- Castanopsis eyrei (Champ. ex Benth.) Hutch., J. Linn. Soc. (1904)
- Castanopsis faberi Hance (1884)
- Castanopsis fargesii Franch. (1899)
- Castanopsis ferox (Roxb.) Spach (1842)
- Castanopsis fissa (Champ. ex Benth.) Rehder & E.H.Wilson (1916)
- Castanopsis fleuryi Hickel & A.Camus (1921 publ. 1922)
- Castanopsis fordii Hance (1884)
- Castanopsis formosana (Skan) Hayata (1913)
- Castanopsis foxworthyi Schottky (1913)
- Castanopsis fulva Gamble (1914)
- Castanopsis gamblei Hickel & A.Camus (1923)
- Castanopsis glabra Merr., Philipp. J. Sci. (1914 publ. 1915)
- Castanopsis glabrifolia J.Q.Li & Li Chen (2011)
- Castanopsis griffithii A.Camus, Chataigniers (1929)
- Castanopsis guinieri A.Camus (1938)
- Castanopsis hainanensis Merr. (1922)
- Castanopsis harmandii Hickel & A.Camus (1921 publ. 1922)
- Castanopsis hsiensiui J.Q.Li & Li Chen (2011)
- Castanopsis hupehensis C.S.Chao (1963)
- Castanopsis hypophoenicea (Seemen) Soepadmo (1968)
- Castanopsis indica (Roxb. ex Lindl.) A.DC. (1863)
- Castanopsis inermis (Lindl.) Benth. & Hook.f. (1880)
- Castanopsis javanica (Blume) A.DC. (1863)
- Castanopsis jianfenglingensis Duanmu (1963)
- Castanopsis jinpingensis J.Q.Li & Li Chen (2010)
- Castanopsis johorensis Soepadmo (1968)
- Castanopsis jucunda Hance (1884)
- Castanopsis kawakamii Hayata (1911)
- Castanopsis kweichowensis Hu, Bull. Fan Mem. Inst. Biol., n.s. (1949)
- Castanopsis lamontii Hance (1875)
- Castanopsis lanceifolia (Oerst.) Hickel & A.Camus (1922)
- Castanopsis lecomtei Hickel & A.Camus (1921 publ. 1922)
- Castanopsis longipes A.Camus (1935)
- Castanopsis longipetiolata Hickel & A.Camus (1926)
- Castanopsis longispina (King ex Hook.f.) C.C.Huang & Y.T.Zhang (1992)
- Castanopsis lucida (Nees) Soepadmo (1968)
- Castanopsis malaccensis Gamble (1913)
- Castanopsis malipoensis C.C.Huang ex J.Q.Li & Li Chen (2010)
- Castanopsis megacarpa Gamble (1914)
- Castanopsis mekongensis A.Camus (1938 publ. 1939)
- Castanopsis microphylla Soepadmo (1968)
- Castanopsis motleyana King (1889)
- Castanopsis namdinhensis Hickel & A.Camus (1921 publ. 1922)
- Castanopsis neocavaleriei A.Camus (1929)
- Castanopsis nephelioides King ex Hook.f. (1888)
- Castanopsis nhatrangensis Hickel & A.Camus (1923)
- Castanopsis ninhhoensis Hickel & A.Camus (1926)
- Castanopsis oblonga Y.C.Hsu & H.Wei Jen (1975)
- Castanopsis oligoneura Soepadmo (1968)
- Castanopsis orthacantha Franch. (1899)
- Castanopsis ouonbiensis Hickel & A.Camus (1921 publ. 1922)
- Castanopsis oviformis Soepadmo (1968)
- Castanopsis paucispina Soepadmo (1968)
- Castanopsis pedunculata Soepadmo (1968)
- Castanopsis philipensis (Blanco) Vidal (1886)
- Castanopsis phuthoensis Luong (1965)
- Castanopsis pierrei Hance (1875)
- Castanopsis piriformis Hickel & A.Camus (1921 publ. 1922)
- Castanopsis platyacantha Rehder & E.H.Wilson (1916)
- Castanopsis poilanei Hickel & A.Camus (1921 publ. 1922)
- Castanopsis pseudohystrix Phengklai, Thai Forest Bull. (2004)
- Castanopsis psilophylla Soepadmo (1968)
- Castanopsis purpurea Barnett (1938)
- Castanopsis purpurella (Miq.) N.P.Balakr. (1983)
- Castanopsis remotidenticulata Hu (1951)
- Castanopsis rhamnifolia (Miq.) A.DC. (1864)
- Castanopsis ridleyi Gamble (1914)
- Castanopsis rockii A.Camus (1929)
- Castanopsis rufotomentosa Hu, Bull. Fan Mem. Inst. Biol., n.s. (1949)
- Castanopsis schefferiana Hance (1878)
- Castanopsis sclerophylla (Lindl. & Paxton) Schottky (1912)
- Castanopsis scortechinii Gamble (1914)
- Castanopsis selangorensis A.Camus (1947)
- Castanopsis semifabri X.M.Chen & B.P.Yu (1991)
- Castanopsis siamensis Duanmu (1963)
- Castanopsis sieboldii (Makino) Hatus. (1971)
- Castanopsis symmetricupulata Luong (1965)
- Castanopsis tcheponensis Hickel & A.Camus (1928)
- Castanopsis tessellata Hickel & A.Camus (1921 publ. 1922)
- Castanopsis thaiensis Phengklai, Thai Forest Bull. (2004)
- Castanopsis tibetana Hance (1875)
- Castanopsis tonkinensis Seemen (1897)
- Castanopsis torulosa Hickel & A.Camus (1923)
- Castanopsis touranensis Hickel & A.Camus (1926)
- Castanopsis tranninhensis Hickel & A.Camus (1921 publ. 1922)
- Castanopsis tribuloides (Sm.) A.DC. (1863)
- Castanopsis trinervis (H.Lév.) A.Camus (1929)
- Castanopsis tungurrut (Blume) A.DC. (1863)
- Castanopsis undulatifolia G.A.Fu (1994)
- Castanopsis wallichii King ex Hook.f. (1888)
- Castanopsis wattii (King ex Hook.f.) A.Camus, Chataigniers, Texte: 270, 421 (1929)
- Castanopsis wenchangensis G.A.Fu & C.C.Huang (1989)
- Castanopsis wilsonii Hickel & A.Camus (1926)
- Castanopsis xichouensis C.C.Huang & Y.T.Chang (1990)

Selon The Plant List (18 août 2013) :
- Castanopsis acuminatissima (Blume) A.DC.
- Castanopsis amabilis W.C.Cheng & C.S.Chao
- Castanopsis annamensis Hickel & A.Camus
- Castanopsis argentea (Blume) A.DC.
- Castanopsis argyi (H. Lév.) H. Lév.
- Castanopsis argyrophylla King ex Hook.f.
- Castanopsis arietina Hickel & A.Camus
- Castanopsis armata (Roxb.) Spach
- Castanopsis birmanica A.Camus
- Castanopsis boisii Hickel & A.Camus
- Castanopsis borneensis King
- Castanopsis brevispinula Hickel & A.Camus
- Castanopsis buruana Miq.
- Castanopsis calathiformis (Skan) Rehder & E.H.Wilson
- Castanopsis cambodiana A.Chev.
- Castanopsis carlesii (Hemsl.) Hayata
- Castanopsis castanicarpa (Roxb.) Spach
- Castanopsis catappifolia King ex Hook.f.
- Castanopsis cavaleriei H.Lév.
- Castanopsis ceratacantha Rehder & E.H.Wilson
- Castanopsis cerebrina (Hickel & A.Camus) Barnett
- Castanopsis chapaensis Luong
- Castanopsis chevalieri Hickel & A.Camus
- Castanopsis chinensis (Spreng.) Hance
- Castanopsis choboensis Hickel & A.Camus
- Castanopsis chunii W.C.Cheng
- Castanopsis clarkei King ex Hook.f.
- Castanopsis clemensii Soepadmo
- Castanopsis concinna (Champ. ex Benth.) A.DC.
- Castanopsis costata (Blume) A.DC.
- Castanopsis crassifolia Hickel & A.Camus
- Castanopsis cryptoneuron (H.Lév.) A.Camus
- Castanopsis curtisii King
- Castanopsis cuspidata (Thunb.) Schottky
- Castanopsis delavayi Franch.
- Castanopsis densinervia Soepadmo
- Castanopsis densispinosa Y.C.Hsu & H.Wei Jen
- Castanopsis diversifolia (Kurz) King ex Hook.f.
- Castanopsis dongchoensis Hickel & A.Camus
- Castanopsis echinocarpa Miq.
- Castanopsis echinophora A.Camus
- Castanopsis endertii Hatus. ex Soepadmo
- Castanopsis evansii Elmer
- Castanopsis eyrei (Champ. ex Benth.) Hutch.
- Castanopsis faberi Hance
- Castanopsis fargesii Franch.
- Castanopsis ferox (Roxb.) Spach
- Castanopsis fissa (Champ. ex Benth.) Rehder & E.H.Wilson
- Castanopsis fleuryi Hickel & A.Camus
- Castanopsis fordii Hance
- Castanopsis formosana (Skan) Hayata
- Castanopsis foxworthyi Schottky
- Castanopsis fulva Gamble
- Castanopsis gamblei Hickel & A.Camus
- Castanopsis glabra Merr.
- Castanopsis griffithii A.Camus
- Castanopsis guinieri A.Camus
- Castanopsis hainanensis Merr.
- Castanopsis harmandii Hickel & A.Camus
- Castanopsis hupehensis C.S.Chao
- Castanopsis hypophoenicea (Seemen) Soepadmo
- Castanopsis hystrix Hook. f. & Thomson ex A. DC.
- Castanopsis indica (Roxb. ex Lindl.) A.DC.
- Castanopsis inermis (Lindl.) Benth. & Hook.f.
- Castanopsis javanica (Blume) A.DC.
- Castanopsis jianfenglingensis Duanmu
- Castanopsis jiangfenglingensis M.S. Duan
- Castanopsis johorensis Soepadmo
- Castanopsis jucunda Hance
- Castanopsis kawakamii Hayata
- Castanopsis kuchugouzhui C.C. Huang & Y.T. Chang
- Castanopsis kweichowensis Hu
- Castanopsis lamontii Hance
- Castanopsis lanceifolia (Oerst.) Hickel & A.Camus
- Castanopsis lecomtei Hickel & A.Camus
- Castanopsis longipes A.Camus
- Castanopsis longipetiolata Hickel & A.Camus
- Castanopsis longispina (King ex Hook.f.) C.C.Huang & Y.T.Zhang
- Castanopsis longzhouica C.C.Huang & Y.T.Chang
- Castanopsis lucida (Nees) Soepadmo
- Castanopsis malaccensis Gamble
- Castanopsis megacarpa Gamble
- Castanopsis mekongensis A.Camus
- Castanopsis microphylla Soepadmo
- Castanopsis motleyana King
- Castanopsis namdinhensis Hickel & A.Camus
- Castanopsis neocavaleriei A.Camus
- Castanopsis nephelioides King ex Hook.f.
- Castanopsis nhatrangensis Hickel & A.Camus
- Castanopsis ninhhoensis Hickel & A.Camus
- Castanopsis oblonga Y.C.Hsu & H.Wei Jen
- Castanopsis oligoneura Soepadmo
- Castanopsis orthacantha Franch.
- Castanopsis ouonbiensis Hickel & A.Camus
- Castanopsis oviformis Soepadmo
- Castanopsis paucispina Soepadmo
- Castanopsis pedunculata Soepadmo
- Castanopsis philipensis (Blanco) Vidal
- Castanopsis phuthoensis Luong
- Castanopsis pierrei Hance
- Castanopsis piriformis Hickel & A.Camus
- Castanopsis platyacantha Rehder & E.H.Wilson
- Castanopsis poilanei Hickel & A.Camus
- Castanopsis pseudohystrix Phengklai
- Castanopsis psilophylla Soepadmo
- Castanopsis purpurea Barnett
- Castanopsis purpurella (Miq.) N.P.Balakr.
- Castanopsis remotidenticulata Hu
- Castanopsis rhamnifolia (Miq.) A.DC.
- Castanopsis ridleyi Gamble
- Castanopsis rockii A.Camus
- Castanopsis rufotomentosa Hu
- Castanopsis schefferiana Hance
- Castanopsis sclerophylla (Lindl. & Paxton) Schottky
- Castanopsis scortechinii Gamble
- Castanopsis selangorensis A.Camus
- Castanopsis semifabri X.M. Chen & B.P. Yu
- Castanopsis siamensis Duanmu
- Castanopsis sieboldii (Makino) Hatus.
- Castanopsis symmetricupulata Luong
- Castanopsis tcheponensis Hickel & A.Camus
- Castanopsis tessellata Hickel & A.Camus
- Castanopsis thaiensis Phengklai
- Castanopsis tibetana Hance
- Castanopsis tonkinensis Seemen
- Castanopsis torulosa Hickel & A.Camus
- Castanopsis touranensis Hickel & A.Camus
- Castanopsis tranninhensis Hickel & A.Camus
- Castanopsis tribuloides (Sm.) A.DC.
- Castanopsis trinervis (H.Lév.) A.Camus
- Castanopsis tungurrut (Blume) A.DC.
- Castanopsis undulatifolia G.A.Fu
- Castanopsis wallichii King ex Hook.f.
- Castanopsis wattii (King ex Hook.f.) A.Camus
- Castanopsis wenchangensis G.A.Fu & C.C.Huang
- Castanopsis wilsonii Hickel & A.Camus
- Castanopsis xichouensis C.C.Huang & Y.T.Chang